# Mike Smith (futbolista nacido en 1935)
Mike Smith (Derby, 22 de septiembre de 1935 - Derby, 22 de abril de 2013) fue un futbolista profesional inglés que jugaba en la demarcación de defensa.

## Biografía
Mike Smith debutó con el Derby County FC a los 19 años en 1954, haciendo un total de 22 apariciones en tres temporadas. Tras terminar contrato con el club, fichó por el Bradford City AFC, jugando durante cinco temporadas, haciendo un total de 134 apariciones con el club bajo las órdenes del entrenador Bob Brocklebank. Posteriormente, fue traspasado al Leamington FC durante una temporada, retirándose en 1967 en el club.
Falleció el 23 de abril de 2013 en Derby a los 77 años.

## Clubes
| Club              | País       | Año         |
| ----------------- | ---------- | ----------- |
| Derby County FC   | Inglaterra | 1954 - 1961 |
| Bradford City AFC | Inglaterra | 1961 - 1966 |
| Leamington FC     | Inglaterra | 1966 - 1967 |